# 449P/Leonard
449P/Leonard è una cometa periodica appartenente alla famiglia delle comete gioviane.

## Storia della scoperta
La cometa è stata scoperta il 29 settembre 2020 , ma già al momento dell'annuncio ufficiale della sua scoperta erano state scoperte immagini di prescoperta risalenti al 28 agosto 2020, in seguito la cometa è stata correlata dall'astrofilo tedesco Maik Meyer con la cometa X/1987 A2, una cometa non confermata perché osservata solo il 5 gennaio 1987, infine l'astrofilo statunitense Sam Deen ha rinvenuto altre osservazioni effettuate tra il dicembre 2013 e il gennaio 2014 .

## Particolarità orbitali
Prima della sua scoperta, la cometa aveva elementi orbitali molto diversi da quelli attuali :
| semiasse maggiore (a)               | 5,587 UA        |
| distanza perielica (q)              | 4,355 UA        |
| eccentricità (e)                    | 0,221           |
| inclinazione (i)                    | 15,70°          |
| argomento del perielio (ω)          | 93,00°          |
| nodo ascendente (Ω)                 | 250,60°         |
| tempo del passaggio al perielio (T) | 22 ottobre 1972 |
| periodo di rivoluzione (P)          | 13,2 anni       |

L'orbita aveva una piccola MOID col pianeta Giove: il 1 luglio 1983 i due corpi celesti passarono a 0,064 ua di distanza. A seguito del passaggio del luglio 1983 la cometa ha cambiato notevolmente la sua orbita pur conservando la piccola MOID, attualmente di 0,061 ua. Il cambiamento di orbita, in particolare la distanza perielica è passata da 4,355 ua all'attuale 1,875 ua, fatto che ha consentito la scoperta della cometa. Il 6 giugno 2125 i due corpi celesti passeranno a 0,074 ua di distanza.